# .py

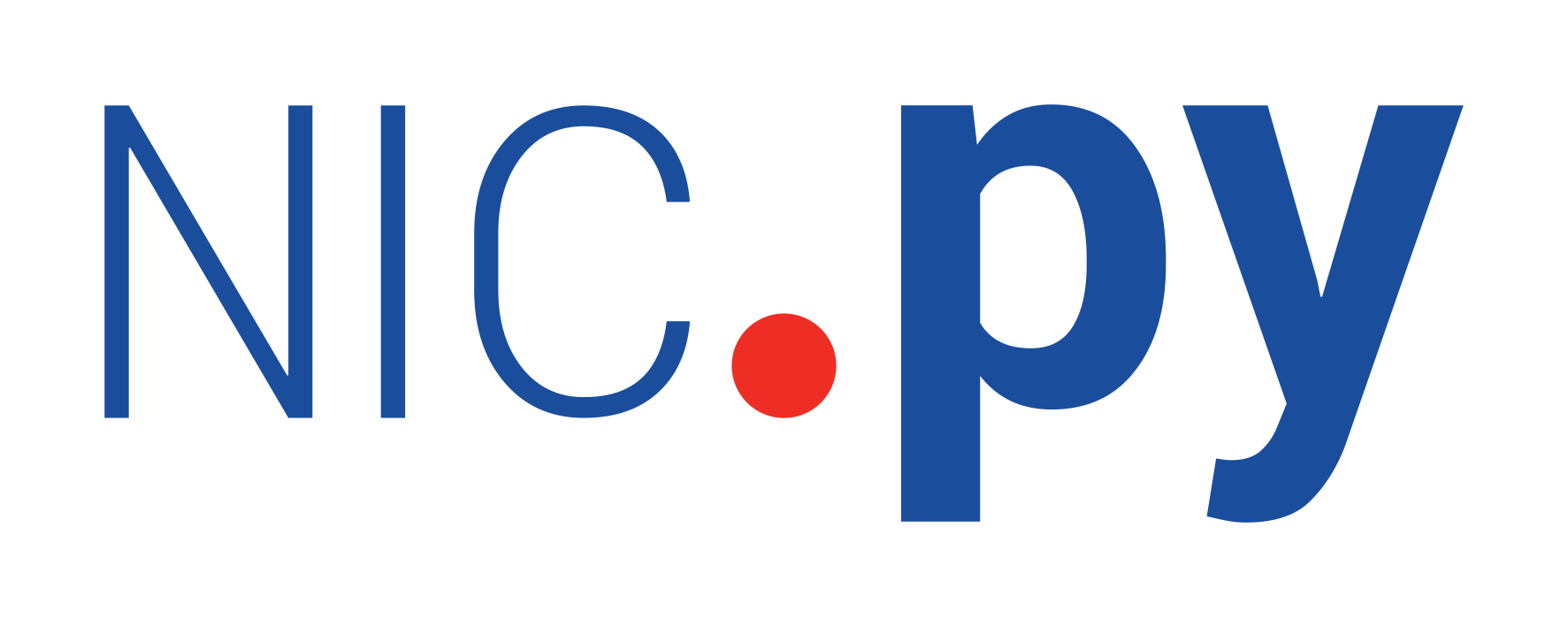

.py는 파라과이의 인터넷 국가 코드 최상위 도메인이다.

## 2차 도메인
- org.py
- edu.py
- mil.py
- gov.py
- net.py
- com.py
- una.py (스페인어로 아순시온 국립 대학교)